# Bodil/Bester Nebendarsteller
Gewinner des dänischen Filmpreises Bodil in der Kategorie Bester Nebendarsteller (Bedste mandlige birolle). Der Verband der dänischen Filmkritiker und Drehbuchautoren (dänisch Filmmedarbejderforeningen) vergibt seit 1948 alljährlich seine Auszeichnungen für die besten Filmproduktionen und Filmschaffenden Ende Februar beziehungsweise Anfang März auf einer Gala in Kopenhagen.
Am erfolgreichsten in dieser Kategorie war Nikolaj Lie Kaas (1992, 1999, 2003) der jeweils dreimal triumphieren konnte. Der Däne ist bis heute auch der einzige Schauspieler, der die Bodil vor Vollendung des 30. Geburtstags dreimal gewinnen konnte und zählt gemeinsam mit Frits Helmuth und Jesper Christensen (je dreimal als beste Hauptdarsteller und einmal als beste Nebendarsteller ausgezeichnet) zu den am häufigsten geehrten Schauspielern.
2016 war der deutsche Schauspieler Louis Hofmann (Unter dem Sand – Das Versprechen der Freiheit) siegreich.

## Preisträger 1948–1999
| Jahr       | Preisträger            | Filmtitel                   | Deutscher Titel                           |
| ---------- | ---------------------- | --------------------------- | ----------------------------------------- |
| 1948       | Ib Schønberg           | Ta’, hvad du vil ha'        | nicht bekannt                             |
| 1949       | Johannes Meyer         | Støt står den danske sømand | nicht bekannt                             |
| 1950       | Preis nicht vergeben   | Preis nicht vergeben        | Preis nicht vergeben                      |
| 1951       | Ib Schønberg           | Café Paradis                | nicht bekannt                             |
| 1952− 1961 | Preis nicht vergeben   | Preis nicht vergeben        | Preis nicht vergeben                      |
| 1962       | Henning Moritzen       | Harry og kammertjeneren     | Harry und sein Kammerdiener               |
| 1963       | Hans W. Petersen       | Støvsugerbanden             | nicht bekannt                             |
| 1964– 1965 | Preis nicht vergeben   | Preis nicht vergeben        | Preis nicht vergeben                      |
| 1966       | Poul Bundgaard         | Slå først, Frede            | Kaliber 7,65 – Diebesgrüße aus Kopenhagen |
| 1967       | Kjeld Jacobsen         | Der var engang en krig      | Es war einmal ein Krieg                   |
| 1968– 1969 | Preis nicht vergeben   | Preis nicht vergeben        | Preis nicht vergeben                      |
| 1970       | Preben Kaas            | Olsen-banden på spanden     | Die Olsenbande in der Klemme              |
| 1971       | Karl Stegger           | Ballade på Christianshavn   | nicht bekannt                             |
| 1972       | Jørgen Ryg             | Lenin, din gavtyv           | Hey, Lenin, wir dreh’n ein Ding!          |
| 1973– 1974 | Preis nicht vergeben   | Preis nicht vergeben        | Preis nicht vergeben                      |
| 1975       | Jens Okking            | Nitten røde roser           | nicht bekannt                             |
| 1976       | Ole Larsen             | Den korte sommer            | nicht bekannt                             |
| 1977       | Dick Kaysø             | Strømer                     | nicht bekannt                             |
| 1978       | Poul Bundgaard         | Hærværk                     | nicht bekannt                             |
| 1979       | Otto Brandenburg       | Hør, var der ikke en som lo | nicht bekannt                             |
| 1980       | Frits Helmuth          | Johnny Larsen               | Johnny Larsen                             |
| 1981       | Kurt Ravn              | Jeppe på bjerget            | Jeppe vom Berge                           |
| 1982       | Peter Schrøder         | Gummi-Tarzan                | Gummi Tarzan                              |
| 1983       | Arne Hansen            | Der er et yndigt land       | nicht bekannt                             |
| 1984       | Hans Christian Ægidius | Forræderne                  | nicht bekannt                             |
| 1985       | Preis nicht vergeben   | Preis nicht vergeben        | Preis nicht vergeben                      |
| 1986       | Ingolf David           | Ofelia kommer til byen      | nicht bekannt                             |
| 1987       | Peter Hesse Overgaard  | Flamberede hjerter          | Flambierte Herzen                         |
| 1988       | Björn Granath          | Pelle Erobreren             | Pelle, der Eroberer                       |
| 1989       | Erik Mørk              | Himmel og Helvede           | nicht bekannt                             |
| 1990       | Henning Moritzen       | Dansen med Regitze          | Tanzen mit Regitze                        |
| 1991       | Steen Svare            | Sirup                       | nicht bekannt                             |
| 1992       | Nikolaj Lie Kaas       | Drengene fra Sankt Petri    | Die Jungen von St. Petri                  |
| 1993       | Waage Sandø            | Kærlighedens smerte         | nicht bekannt                             |
| 1994       | Jesper Langberg        | Det forsømte forår          | nicht bekannt                             |
| 1995       | Holger Juul Hansen     | Riget                       | The Kingdom – Hospital der Geister        |
| 1996       | Lars Knutzon           | Kun en pige                 | nicht bekannt                             |
| 1997       | Zlatko Burić           | Pusher                      | Pusher                                    |
| 1998       | Jesper Christensen     | Barbara                     | nicht bekannt                             |
| 1999       | Nikolaj Lie Kaas       | Idioterne                   | Idioten                                   |

## Preisträger und Nominierungen 2000–2009
2000
Jesper Asholt – Mifune – Dogma III (Mifunes sidste sang)
Lars Kaalund – Bornholms stemme
Søren Hauch-Fausbøll – Der einzig Richtige (Den eneste ene)
2001
Nicolaj Kopernikus – Die Bank (Bænken)
Henning Moritzen – Her i nærheden
Ole Thestrup – Flickering Lights (Blinkende lygter)
2002
Tommy Kenter – Fukssvansen
Troels II Munk – Ein richtiger Mensch (Et rigtigt menneske)
2003
Nikolaj Lie Kaas – Open Hearts (Elsker dig for evigt)
Jesper Christensen – Okay
Jesper Christensen – Kleine Missgeschicke (Små ulykker)
Henrik Prip – Kleine Missgeschicke (Små ulykker)
2004
Peter Steen – Das Erbe (Arven)
Nicolas Bro – Stealing Rembrandt – Klauen für Anfänger (Rembrandt)
Jesper Lohmann – Lykkevej
Stellan Skarsgård – Dogville
2005
Søren Pilmark – King’s Game (Kongekabale)
Nicolas Bro – King’s Game (Kongekabale)
Bent Mejding – Brothers – Zwischen Brüdern (Brødre)
Leif Sylvester – Pusher II
2006
Nicolas Bro – Dark Horse (Voksne mennesker)
Nicolas Bro – Adams Äpfel (Adams æble)
Ali Kazim – Adams Äpfel (Adams æble)
Lin Kun Wu – Chinaman (Kinamand)
2007
Bent Mejding – Der Traum (Drømmen)
Friðrik Þór Friðriksson – The Boss of It All (Direktøren for det hele)
Jens Jørn Spottag – Der Traum (Drømmen)
2008
Morten Grunwald – Hvid nat
Dejan Čukić – De unge år: Erik Nietzsche sagaen del 1
Nicolaj Kopernikus – Insel der verlorenen Seelen (De fortabte sjæles ø)
Cyron Bjørn Melville – Fightgirl Ayşe (Fighter)
Søren Malling – De unge år: Erik Nietzsche sagaen del 1
2009
Kim Bodnia – Frygtelig Lykkelig
Lars Brygmann – Frygtelig Lykkelig
Finn Nielsen – Lille soldat
Henrik Prip – Spillets regler
Jens Jørn Spottag – To Verdener

## Preisträger und Nominierungen 2010–2019
2010
Jens Andersen – Deliver Us From Evil (Fri os fra det onde)
Michael Falch – Applaus
Preben Harris – Headhunter
Henning Moritzen – Headhunter
Søren Pilmark – Kærestesorger
2011
Kurt Ravn – Nothing’s All Bad – Smukke mennesker (Smukke mennesker)
Kim Bodnia – In einer besseren Welt (Hævnen)
Morten Holst – Bruderschaft (Broderskab)
Gustav Fischer Kjærulff – Submarino
Roland Møller – R
2012
Lars Ranthe – Dirch
Pilou Asbæk – Eine Familie (En familie)
David Dencik – Værelse 304
John Hurt – Melancholia
Kiefer Sutherland – Melancholia
2013
Tommy Kenter – Marie Krøyer
Lars Bom – Max Pinlig på Roskilde
Nicolas Bro – Undskyld jeg forstyrrer
Thomas Gabrielsson – Die Königin und der Leibarzt (En kongelig affære)
Roland Møller – Kapringen
2014
Roland Møller – Nordvest
Jamie Bell – Nymphomaniac
Fares Fares – Erbarmen (Kvinden i buret)
Thomas Bo Larsen – Die Jagd (Jagten)
Lars Ranthe – Die Jagd (Jagten)
2015
Pilou Asbæk – Silent Heart – Mein Leben gehört mir (Stille hjerte)
Ali Sivandi – Ækte vare
Anders W. Berthelsen – Speed Walking (Kapgang)
David Dencik – Speed Walking (Kapgang)
Lars Mikkelsen – When Animals Dream (Når dyrene drømmer)
2016
Louis Hofmann – Unter dem Sand – Das Versprechen der Freiheit (Under sandet)
Dulfi Al-Jabouri – A War (Krigen)
Henning Jensen – Sommer ’92 (Sommeren ’92)
Søren Malling – The Idealist – Geheimakte Grönland (Idealisten)
Esben Smed Jensen – Sommer ’92 (Sommeren ’92)
2017
Lars Mikkelsen – Der Tag wird kommen (Der kommer en dag)
Elliott Crosset Hove – Im Blut (I blodet)
Lars Ranthe – Die Kommune (Kollektivet)
Lars Ranthe – Love and Other Catastrophes (Kærlighed og andre katastrofer)
Alexandre Willaume – Hundeliv
2018
Søren Malling – Den bedste mand
Oscar Dyekjær Giese – Fantasten
Simon Sears – Winterbrüder (Vinterbrødre)
Dulfi Al-Jabouri – Darkland (Underverden)
Ali Sivandi – Darkland (Underverden)
2019
Lai Yde – Holiday – Sonne, Schmerz und Sinnlichkeit (Holiday)
Adam Brix – Ditte & Louise
Anders W. Berthelsen – Ditte & Louise
Jacob Lohmann – Den tid på året
Lars Brygmann – Den tid på året

## Preisträger und Nominierungen ab 2020
2020
Gustav Lindh – Königin (Dronningen)
Anders Matthesen – De frivillige
Kresimir Mikic – Cutterhead
Magnus Krepper – Königin (Dronningen)
Peter Tygesen – Onkel

2021
Lars Brygmann* – Helden der Wahrscheinlichkeit (Retfærdighedens ryttere)
Nikolaj Lie Kaas – Helden der Wahrscheinlichkeit (Retfærdighedens ryttere)
Thomas Bo Larsen – Der Rausch (Druk)
Magnus Millang – Der Rausch (Druk)
Lars Ranthe – Der Rausch (Druk)

2022
Lars Mikkelsen – Venuseffekten
Jesper Groth – Hvor kragerne vender
Thomas Hwan – Hvor kragerne vender
Morten Hee Andersen – Die Königin des Nordens (Margrete den første)
Søren Malling – Die Königin des Nordens (Margrete den første)

2023
Ingvar Eggert Sigurðsson – Godland (Vanskabte Land)
Anders W. Berthelsen – Rose – Eine unvergessliche Reise nach Paris (Rose)
Fedja van Huêt – Speak No Evil
Henrik Birch – Krysantemum
Jesper Zuschlag – Elsker dig for tiden